# Minka

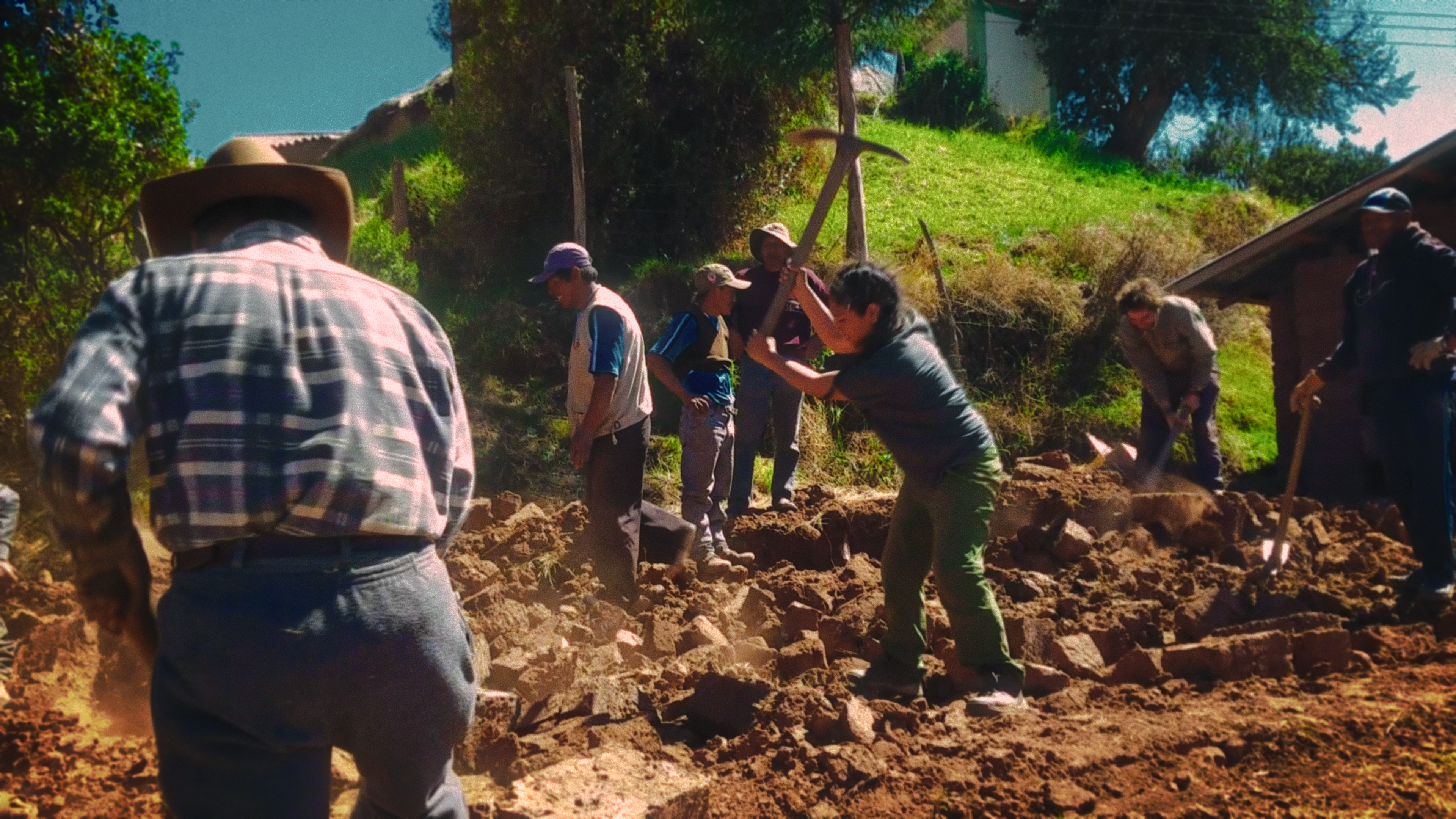
Un ejemplo moderno de Mink'a / faena en la comunidad campesina de Ocra, Perú, durante la cual se construye una cocina comunitaria de Adobe.

La minka, minca, minga (en ortografía quechua contemporánea: mink'a del verbo mink’a- «solicitar ayuda prometiendo algo»[cita requerida]), mingaco (del verbo quechua mink'aku-) rantin[cita requerida] o faena es una tradición prehispánica del área cultural andina de trabajo comunitario o colectivo voluntario con fines de utilidad social o de carácter recíproco actualmente vigente en varios países latinoamericanos. Constituye una actividad social de varias culturas andinas, en el sentido de establecer trabajos colaborativos. Con el nombre de mingaco se practica en algunos lugares de la zona central de Chile y en partes de la zona sur, en particular en el área mapuche. En el archipiélago de Chiloé es llamado "minga" y en Perú, Bolivia y Ecuador, "minka".
Puede tener diferentes finalidades de utilidad comunitaria como la construcción de edificios públicos o ir en beneficio de una persona o familia, como al hacerse una cosecha de papas u otro producto agrícola, entre otras, siempre con una retribución variables para quienes han ayudado. El modo de establecer la reciprocidad determina la singularidad de su práctica en diferentes regiones. Se ejerce principalmente en Colombia, Perú, Ecuador, Bolivia, Argentina, Chile y Paraguay. Equivalentes similares a la minka son el tequio en México,el mutirão en Brasil, y la hacendera en España.

## Descripción
El mingaco es un espacio de trabajo colectivo, con elementos de celebración. El mingaco es una actividad colaborativa y quien invita dispondrá todo lo que puede aportar, para que sus invitados se sientan gratos de ayudar. Terminado el trabajo, se sirve la cena en la casa.
El mingaco permite contar con el apoyo de un equipo para realizar actividades importante, sean agrícolas o domésticas, como en el rukan (del mapudungún: rukan ‘hacer una ruca’). Otros motivos para la realización de un mingako son la siembra, la cosecha, etc.

## Perú
En Perú el concepto de minka se asocia con la cultura indígena precolombina, y se sigue practicando en comunidades mestizas, donde la noción de reciprocidad sigue organizando trabajos comunitarios. Un ejemplo de este tipo de trabajo de reciprocidad comunitaria es el desarrollo de actividades agrícolas entre una docena de vecinos en unidades productivas tradicionales.
Esta forma de trabajo colectivo toma su nombre de la palabra quechua minka, de idéntico significado, que es como todavía se le conoce en el Perú. Es una práctica muy arraigada en el hombre andino peruano y en el hombre selvático. Durante el Imperio inca era la forma básica en que se efectuaba el trabajo al interior de las comunidades (ayllu), pero también se practicaba para el beneficio de territorios mayores (Mit'a), como parte de los servicios que cada ayllu prestaba al conjunto de la sociedad. Las familias participaban en la construcción de locales, canales de riego, así como la ayuda en la chacra de las personas incapacitadas huérfanos y ancianos. Debido a la gran migración hacia las ciudades de la costa peruana, también se ha generalizado en esta zona del territorio peruano.

## Colombia
En Colombia es posible encontrar en ciertas localidades el uso del concepto minga para la realización de trabajos colaborativos, aunque también hay comunidades, que han trascendido el concepto a un plano político, al organizarse socialmente para la reivindicación de sus derechos, la denuncia y la reflexión frente a su situación actual.
Se han realizado una serie de movilizaciones sociales denominadas como mingas, en las cuales se realizan desplazamientos desde las regiones hasta las principales ciudades, principalmente en protesta por la vulneración de derechos y reivindicaciones sociales. También su término se ha popularizado en el ámbito de las huertas urbanas y periurbanas, donde a sus reuniones comunitarias se les ha denominado con este término.

## Chile
El exponente emblemático de la minga en Chile se encuentra en Chiloé, donde predominan la pequeña propiedad y el minifundio con escaso capital monetario, por lo que en principio, la mano de obra disponible para las labores agrícolas se reduce a la familia. En esta situación, la minga es una de las posibles soluciones para conseguir más trabajadores y la que tiene más arraigo cultural. Previamente a la realización de la actividad el beneficiario va a suplicar a sus vecinos y amistades, es decir, les comunica su intención de realizar una "minga" y la necesidad que tiene de su ayuda. El día señalado, quienes concurren a ayudar son atendidos con comida y bebida por los dueños de casa que además contraen el deber de devolver el día trabajando a su vez cuando se inviertan los papeles.

### Tiradura de casa
Consiste en trasladar una casa. Las razones que motivan el traslado pueden ser: la necesidad de acercarse a un camino o la adquisición de un terreno nuevo. La complejidad de la tarea demanda varios días de trabajo y la presencia de carpinteros experimentados. Para lograrlo se sacan los cimientos de la construcción y se colocan vigas de madera que cumplen la función de los patines de un trineo. Se sacan puertas y ventanas y el interior se refuerza con puntales para que no se deforme durante el trayecto. La casa se ata a yuntas de bueyes, toros o a tractores y se arrastra lo que sea necesario. En ocasiones también es necesario llevarla a través del mar.
Atrae la curiosidad de turistas y medios de comunicación. Por eso, casi todas las tiraduras de casa se hacen en presencia de extraños y llegan a convertirse en eventos sociales con venta de comida y números de música tradicional. Es frecuente que en el resto de Chile la palabra minga aluda sólo a este tipo particular.

## Ecuador
Este es un término que hace referencia al trabajo no remunerado en beneficio de una comunidad o familia cuya «utilidad directa no redunda en bien del que lo realiza o al menos no es un beneficio particular». A diferencia del cambiamanos, la minga es una de las formas más vigentes y extendidas de trabajo comunitario en este país por eso siempre existe un dirigente o líder de la comunidad que hace un llamado a todos a colaborar en la minga.
En la mayoría de los casos esta minga se lo realiza en sectores rurales de la región ecuatoriana.

## Argentina
En varias zonas del país y, en particular en el norte de la Patagonia Argentina (Comarca Andina del Paralelo 42, Alto Valle del Río Negro, Comarca VIRCH-Valdés), puede verse comunidades formadas espontáneamente sea por afinidad geográfica o de necesidades concretas que se reúnen periódicamente (o esporádicamente) a realizar las tareas de construcción, agricultura familiar o de otros tipos, en donde una familia o particular recibe el beneficio del trabajo común. Suele suceder que alguien que participa de la minga tenga un saber, técnica o experiencia que es volcada en el acto al grupo entero. Así, es común encontrar «Mingas de Barro» para denominar una minga en la que se hace construcción natural, «Mingas de Huerta» en las que se realiza una siembra, una cosecha, un gran avance en la construcción o la reparación de una huerta familiar, aunque puede verse mingas mixtas en las que se trabaja en diferentes tareas de la casa anfitriona. Habitualmente, es responsabilidad (aunque no exclusividad) de quienes residen en la vivienda hacerse cargo de los refrigerios, y materiales. Otra característica es que son grupos abiertos y es posible estar de paso en un lugar y participar con mano de obra, materiales o saberes en una minga.

## México
En México se conoce como tequio a la faena o trabajo colectivo que toda persona debe a su comunidad indígena, y que se hace en beneficio de la propia comunidad, razón por la que no es un trabajo remunerado. Es un uso y costumbre de diversos pueblos originarios mexicanos que, con distintos matices, fuerza y formas, continúa arraigado en diferentes zonas de ese país.
Etimología. La palabra proviene del náhuatl, en su obra Aquí comienca (sic) un vocabulario en lengua castellana y mexicana fray Alonso de Molina tradujo tequitl como tributo y tequitiliztli como trabajo. Registró con dos variantes tequio, la cual no requiere adaptación fonética al castellano; y tequiutl que se ha adaptado como tequiuh perdiendo su final consonántico tl. Se le define como obra o tributo. El padre Ángel María Garibay en su Llave del Náhuatl nos dice que el verbo tequi o tequiotl significa trabajar o tomar fatiga. El Diccionario del Náhuatl en el Español de México define la palabra tequitl como trabajo o tributo, mismo significado que le da a tequio el Diccionario de la Lengua Española en línea.